# 1876 en architecture
| Années de l'architecture : 1873 - 1874 - 1875 - 1876 - 1877 - 1878 - 1879    |
| Décennies de l'architecture : 1840 - 1850 - 1860 - 1870 - 1880 - 1890 - 1900 |

Cet article présente les faits marquants de l'année 1876 en architecture.

## Réalisations
- Construction de la Festspielhaus de Bayreuth par Gottfried Semper.

## Récompenses
- Royal Gold Medal : John Louis Duc.
- Prix de Rome : Paul Blondel.

## Naissances
- 10 juin : Aníbal González († 31 mai 1929) .
- 2 juillet : Camille Lefèvre († 21 août 1946).
- 24 novembre : Walter Burley Griffin († 11 février 1937).
- Ernest Jaspar († 1940).
- Gustave Perret († 1952).

## Décès
- 21 août : Ildefons Cerdà (° 23 décembre 1815)
- 14 novembre : Laurent de Dignoscyo, architecte français, urbaniste et cartographe, actif à Lyon († 30 octobre 1795).
- David_Bryce (° 1803)
- Jean-Baptiste Schacre (° 1808)